# 테오도르 스테그

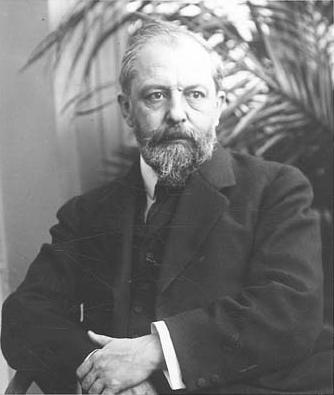
테오도르 스테그

테오도르 스테그(프랑스어: Théodore Steeg, 1868년 12월 19일 ~ 1950년 12월 19일)는 프랑스의 정치인이다. 1930년부터 1931년까지 프랑스 총리를 역임하였다.